# Roser Valls Molins
Roser Valls Molins (Sant Adrià del Besos, 1951) infermera catalana, primera doctora i catedràtica de lʼEscola Universitària d'Infermeria de la Universitat de Barcelona. Impulsora de l'estudi de la història de la infermeria, a l'any 2004 crea el Grup Febe per a l'estudi de la història de la infermeria de parla catalana.

## Biografia
Roser Valls va estudiar a l'Hospital Clínic a l'Escola d' ATS, de la Facultat de Medicina. Els primers anys de la seva vida professional els va treballar a l'Hospital Clínic com a infermera i supervisora, exercint també de monitora de pràctiques dels estudiants d'infermeria. Va viure la transformació de l'Hospital Clínic, d'un hospital de beneficència gestionat per les monges amb molta voluntat molta generositat i molta dedicació, però amb pocs coneixements i sense cobrar salari, a un hospital professionalitzat a on la presència de les infermeres amb titulació abastava les 24 hores i es treballava a partir de protocols.
Al 1980 quan els estudis ja eren de diplomat universitari s'incorpora a l'escola de la Universitat de Barcelona impartint la assignatura de Fonaments històrics d'infermeria. Va cursar la llicenciatura en Ciències de l'Educació i al 1983 obté el grau de doctor amb la tesi "Disseny de programes per a la formació ètica dels professionals d'infermeria". Un cop té el doctorat es presenta a la convocatòria de tres places de catedràtic d'escola universitària i n'obté una, convertint-se així en la primera infermera catedràtica de la Universitat de Barcelona.
L'any 2004 crea el Grup Febe per a l'estudi de la història de la infermeria en parla catalana que agrupa a professionals d'escoles d'infermeria de Catalunya, Balears, Andorra i País Valencià. El grup aplega a les docents de l'assignatura d'història de la infermeria però també altres infermeres interessades per la història i la identitat del col·lectiu.
Al 2019 com a reconeixement per la seva tasca el campus universitari de Bellvitge li dona el seu nom a la sala de graus.

## Producció científica
Actualment, acredita tretze articles a revistes, sis col·laboracions en obres col·lectives, dos llibres i, una tesi doctoral, i quatre direccions de tesis.